# Dar Lefchouch
Dar Lefchouch (en arabe : دار لفشوش), est une série télévisée algérienne du genre comédie dramatique réalisée par Djaffar Gacem, elle a été diffusée pour la première fois sur la chaîne Samira TV en 2023, avec une seconde saison diffusée en 2024. Elle a été tournée à Bouchaoui dans la Wilaya d’Alger, dans l’ancienne demeure du colon Borgeaud.

## Synopsis
Lehlou Fechouch (Marouane Guerouabi) travaille dans une gargotte. Un jour, il est contacté par un avocat, qui s'appelle mabrouk (Amine  missoume ) ,et lui annonce que son oncle, Mahieddine Fechouch,(Athmane  Bendaoud) le recherche. Mahieddine est dans un dilemme. Sous l’ordre de son père, il doit accueillir Lehlou, fils de son défunt frère, et le faire vivre avec lui, ou laisser partir son neveu avec la moitié de l’héritage de son père décédé. 
Dès lors, Lehlou accepte finalement de venir vivre chez son oncle, qui possède une grande villa où vit sa famille. Son oncle Mahieddine est marié à Lalla Z’hor (Samia Meziane), avec qui il a eu trois filles : Fadhila, Narjess et Zeyneb (Asma Mahdjane, Nesrine Amrouche et Romaissa Ghazali). Celles-ci, ainsi que le personnel domestique, sont étonnés, voire agacés par les manières de Lehlou, qui vient d’un quartier populaire, et qui doit apprendre à vivre et s’adapter au mode de vie raffiné, noble et bourgeois de sa nouvelle famille qu’il n’avait jamais vu avant.

## Saison 2
Quatre ans plus tard, Lehlou semble avoir trouvé sa place dans sa nouvelle famille, qui s’est d’ores et déjà agrandie. La famille Fechouch mène une vie paisible, jusqu’à ce qu’un malheureux événement survienne : le décès du père de Mahieddine. Celui-ci, à qui revient l’héritage de son père, apprend par le biais de son avocat que son défunt père aurait laissé derrière lui une seconde épouse, Doudja (Mina Lachter) , à qui il aurait légué un tiers de son héritage. Mahieddine, stupéfait de cette relation qu’il ignorait totalement, reste perplexe quant aux intentions de la seconde épouse de son père. S’enchaînent les désaccords entre la famille Fechouch et la veuve Doudja quant à ce nouvel héritage, et cela n’est pas sans conséquences.

## Casting
SamyProd2023
- Merouane Guerouabi[5]( Lahlou )
- Samia Meziane[5] ( Lalla Zehour )
- Athmane Bendaoud[5] ( mahyeddine )
- Romaissa Ghazali ( Zineb )
- Nesrine Amrouche ( Fadhela )
- Asma Mahdjane ( Nardjes )
- Biyouna ( Dr. Aldjiya )
- Mina Lachter ( Lalla Doudja )
- Maya Laimech ( Badiaa )
- Sara Bilinda ( Linda )
- Nouara Berrah ( Sakina )
- Elhadi Tir ( Menouar )
- Amine Missoume ( Mebrouk )
- Islem boukhentache  ( Djamel Statham )
- Zohir Gacem ( Ammar )
- Hicham mesbah ( Chef Akli )
- Abdelwahab Hamma ( Hassan )

. SAISON 1 2023 : 25 épisodes
. SAISON 2 2024 : 23 épisodes